# Campionato di calcio della Repubblica Socialista Sovietica d'Estonia 1989
Il campionato era formato da dodici squadre e lo Zvezda vinse il titolo.

## Classifica finale
| Pos | Club                       | G  | V  | N | P  | GF | GS | Punti |
| --- | -------------------------- | -- | -- | - | -- | -- | -- | ----- |
| 1   | Zvezda Tallinn             | 22 | 17 | 3 | 2  | 57 | 15 | 37    |
| 2   | VMK Tallinn                | 22 | 16 | 3 | 3  | 62 | 20 | 35    |
| 3   | Kalakombinaat/MEK Pärnu    | 22 | 14 | 4 | 4  | 51 | 34 | 32    |
| 4   | Keemik Kohtla-Järve        | 22 | 12 | 2 | 8  | 47 | 29 | 24    |
| 5   | Estonia Jõhvi Kohtla-Järve | 22 | 10 | 4 | 8  | 37 | 30 | 26    |
| 6   | Norma Tallinn              | 22 | 8  | 6 | 8  | 35 | 42 | 22    |
| 7   | Dvigatel Tallinn           | 22 | 8  | 1 | 13 | 34 | 44 | 17    |
| 8   | Kalev Sillamäe             | 22 | 6  | 5 | 11 | 31 | 42 | 17    |
| 9   | Baltika Narva              | 22 | 7  | 2 | 13 | 32 | 59 | 16    |
| 10  | Tempo Tallinn              | 22 | 7  | 2 | 13 | 30 | 44 | 16    |
| 11  | Autobaas                   | 22 | 5  | 1 | 16 | 31 | 48 | 11    |
| 12  | Flora Tallinn              | 22 | 4  | 3 | 15 | 22 | 62 | 11    |

G = Partite giocate; V = Vittorie; N = Nulle/Pareggi; P = Perse; GF = Goal fatti; GS = Goal subiti; DR = differenza reti; 